# FSV 08 Bietigheim-Bissingen
Der FSV 08 Bietigheim-Bissingen ist ein Fußballverein aus dem württembergischen Bietigheim-Bissingen.

## Geschichte

Ehemaliges Vereinswappen des FSV 08 Bissingen

Der Verein wurde 1908 als Fußballclub Viktoria Bissingen gegründet und fusionierte 1919 mit der Wiederaufnahme des Spielbetriebs nach dem Ersten Weltkrieg mit der Sportvereinigung Bissingen. Am 5. Januar 1950 trennten sich die Fußballer von der Sportvereinigung und gründen den FSV 08 Bissingen als eigenen Verein.
Erste größere Aufmerksamkeit erlangte der Verein als man 1952 in die II. Amateurliga aufstieg, der man bis zum Abstieg nach der Saison 1968/69 angehörte und die Folgezeit in unteren Amateurklassen verbrachte. Im Jahr 2000 gelang der Aufstieg in die Bezirksliga. 2003 kehrte der ehemalige Bissinger Jugendspieler Alfonso Garcia nach dem Ende seiner Profikarriere als Spielertrainer an den Bruchwald zurück und führte das Team direkt in seinem ersten Jahr als Bezirksligameister in die Landesliga. Im WFV-Pokal erreichten die Bissinger überraschend und erstmals das Endspiel, unterlagen dem Regionalligisten VfR Aalen am 19. Mai 2004 in Fellbach aber klar mit 0:8. Gleich in ihrer ersten Saison in der Landesliga wurden die Nullachter Vizemeister und verpassten im Relegationsspiel gegen den VfL Kirchheim/Teck den Aufstieg in die Verbandsliga Württemberg, welcher in der darauf folgenden Spielzeit gelang. 2009 scheiterte die Mannschaft unter dem neuen Trainer Gianni Coveli als Vizemeister der Verbandsliga in der Relegation zum Aufstieg in die Oberliga Baden-Württemberg an der TSG Weinheim. 2012 stieg der FSV 08 Bissingen dann unter Coveli in die Oberliga auf, aus der er jedoch in der Saison 2012/13 wieder abstieg.
Unter dem neuen Trainer Alfonso Garcia wurde im ersten Jahr die direkte Rückkehr knapp verpasst. In der Saison 2014/15 gelang als Verbandsliga-Meister der Aufstieg in die Oberliga Baden-Württemberg. Als Aufsteiger spielte man 2015/16 eine ganz starke Saison und landete am Ende auf Platz 3. Außerdem zog man zum zweiten Mal in der Vereinsgeschichte ins Finale des WFV-Pokals ein, nachdem man im Halbfinale gegen den damaligen Drittligisten Stuttgarter Kickers mit 2:1 nach Verlängerung gewonnen hatte. Im Endspiel im Gazi-Stadion auf der Waldau unterlag man Ligakonkurrent FV Ravensburg mit 2:5.
Im Januar 2017 gab der Verein bekannt, dass es einen Rollentausch im Trainerteam geben wird. Aus privaten Gründen wollte Garcia etwas kürzertreten und rückte auf die Position des Co-Trainers. Sein bisheriger Co-Trainer Andreas Lechner übernahm das Amt des Cheftrainers. Am Ende der Saison 2016/17 qualifizierte man sich als Vizemeister der Oberliga für die Aufstiegsrelegation. Im ersten Spiel unterlag man beim SV Röchling Völklingen mit 0:1. Das zweite Spiel gewann man gegen Rot-Weiss Frankfurt zwar mit 4:0, verpasste den Aufstieg in die Regionalliga Südwest aber knapp.
Im Januar 2018 erlangte der Verein bundesweit Aufmerksamkeit, als er Ex-Profi Tobias Weis als Neuzugang vorstellte.
Im Februar 2018 wurde bekannt gegeben, dass Lechner am Saisonende den Verein verlässt. Garcia übernahm zur Saison 2018/19 wieder das Amt des Cheftrainers. Als Co-Trainer fungieren Fabrizio D’Amario und Oronzo Vitale. In der Saison 2018/19 landete Bissingen auf Platz drei der Oberliga Baden-Württemberg. Durch eine 3:4-Niederlage am letzten Spieltag gegen die Zweitplatzierten Stuttgarter Kickers verpasste das Team die erneute Qualifikation zur Aufstiegsrelegation nur knapp. Aufgrund des großen Interesses und erhöhten Sicherheitsvorgaben trug Bissingen dieses Heimspiel am 30. Mai 2019 in der Mechatronik-Arena in Großaspach aus. Mit 4.853 Zuschauern sorgte die Partie für einen neuen Zuschauerrekord bei den Bissinger Heimspielen.
Im April 2018 beschloss der Verein, seinen Namen in FSV 08 Bietigheim-Bissingen zu ändern, um der Verschmelzung der Stadt Bietigheim-Bissingen 1975 Rechnung zu tragen. Zudem erhoffte man sich bessere Optionen im Bezug auf die Sponsorengenerierung. Diese Änderung war 2021 vollzogen, zudem gab sich der Verein ein neues Vereinswappen.
In der aufgrund der COVID-19-Pandemie abgebrochenen Saison 2019/20 landete 08 Bissingen auf Platz 7.
Am 15. November 2020 erklärte Alfonso Garcia seinen überraschenden Rücktritt als Cheftrainer in Bissingen. Außerdem wurde Co-Trainer Fabrizio D`Amario von seinen Aufgaben entbunden. In der zu diesem Zeitpunkt wegen Corona unterbrochenen Oberliga-Saison standen die Bissinger nach 13 Spielen auf Platz 4.
Am 2. Dezember 2020 präsentierte der Verein Markus Lang als neuen Cheftrainer für die Oberliga-Mannschaft.

## Erfolge
- WFV-Pokalfinalist 2004, 2016
- Meister der Verbandsliga Württemberg 2015
- Vizemeister der Verbandsliga Württemberg 2009, 2012
- Aufstieg in die Oberliga Baden-Württemberg 2012, 2015
- Teilnahme an der Aufstiegsrelegation zur Regionalliga Südwest 2017

## Spielstätte
Seine Heimspiele trägt der FSV 08 Bietigheim-Bissingen am Sportgelände am Bruchwald aus. Das Sportgelände besteht aus einem Rasenplatz, der 3.000 Zuschauern Platz bietet und mit einer elektronischen Anzeigetafel ausgestattet ist, und einem Kunstrasenplatz.

## Spieler
- Alfonso Garcia (1983–1989) Jugend, (2003–2008) Spielertrainer,
- Joachim Schwabe (2009–2010)
- Patrick Milchraum (2015–2020)
- Tobias Weis (2018)

## Trainer
- Alfonso Garcia (2013–2016, 2018–2020) Trainer, (2017–2018) Co-Trainer
- Wolfgang Krenn (Nov. 2012–April 2013)
- Gianni Coveli (Juli 2009–Nov. 2012)
- Markus Lang (Dez. 2020–Dez. 2023)